# Батурино (Сафоновський район)
Батурино (рос. Батурино) — присілок Сафоновського району Смоленської області Росії. Входить до складу Пушкінського сільського поселення.
Населення — 25 осіб (2007 рік).